# توپ بسکتبال

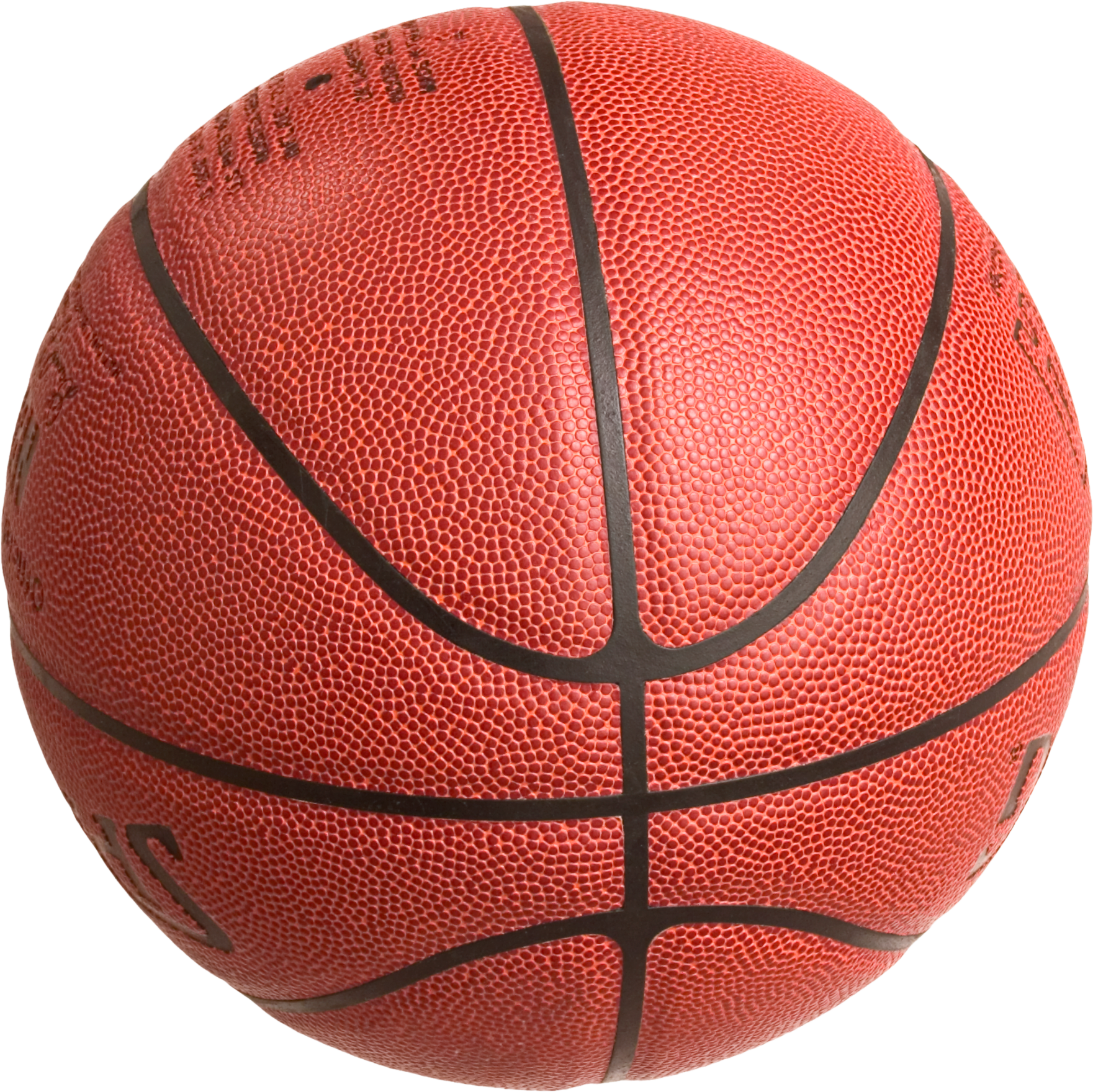
نمایی از یک توپ بسکتبال

توپ بسکتبال توپ بزرگ کروی است که در بازی بسکتبال مورد استفاده قرار می‌گیرد. اندازه استاندارد یک توپ بسکتبال در ان‌بی‌ای ۲۹٬۶۵ تا ۲۹٬۸۷۵ اینچ و (۷۵ به ۷۵٬۸۸ سانتی‌متر) می‌باشد.
جنس این توپ از چرم، لاستیک و کامپوزیت ساخته شده است. در سال ۱۹۴۲ توپ بادوام و جهت آسان‌گیری در دست اختراع شد. از سال ۱۹۶۷ تا سال ۱۹۷۶، مشخصه رنگ قرمز و آبی و سفید در ان‌بی‌ای استفاده می‌شد.

### تفاوت و برتری آنها نسبت به توپ‌های حال حاضر چیست؟
شرکت ویلسون شروع به تولید توپ‌های بسکتبالی کرده که نیازی به باد کردن ندارند اگرچه شکل ظاهری این توپ‌ها همانند توپ‌های بسکتبال سنتی می‌باشد، اما ساختار متفاوتی نسبت به توپ‌های بسکتبال گذشته دارد. در تولید آن از روش چاپ سه بعدی پودری استفاده شده.
یکی از پارامترهایی که شرکت ویلسون در راستای بهبود آن قدم برداشته این است که توپ‌های بسکتبال گذشته در اثر استفاده صاف می‌شوند که در توپ‌های جدید چنین اتفاقی در زمان بسیار طولانی‌تری رخ می‌دهد. همچنین این توپ‌ها به دلیل اینکه نیازی به باد کردن ندارند وزن یکسانی دارند همچنین این این ویژگی باعث می‌شود که به تجهیزات جانبی مانند تلمبه یا سوزن توپ دیگر نیازی نداشته باشید. طراحی بدون هوا همچنین بر انقباض توپ‌های بادشده ناشی از تغییر محیط و دما غلبه می‌کند.

### روش تولید آنها

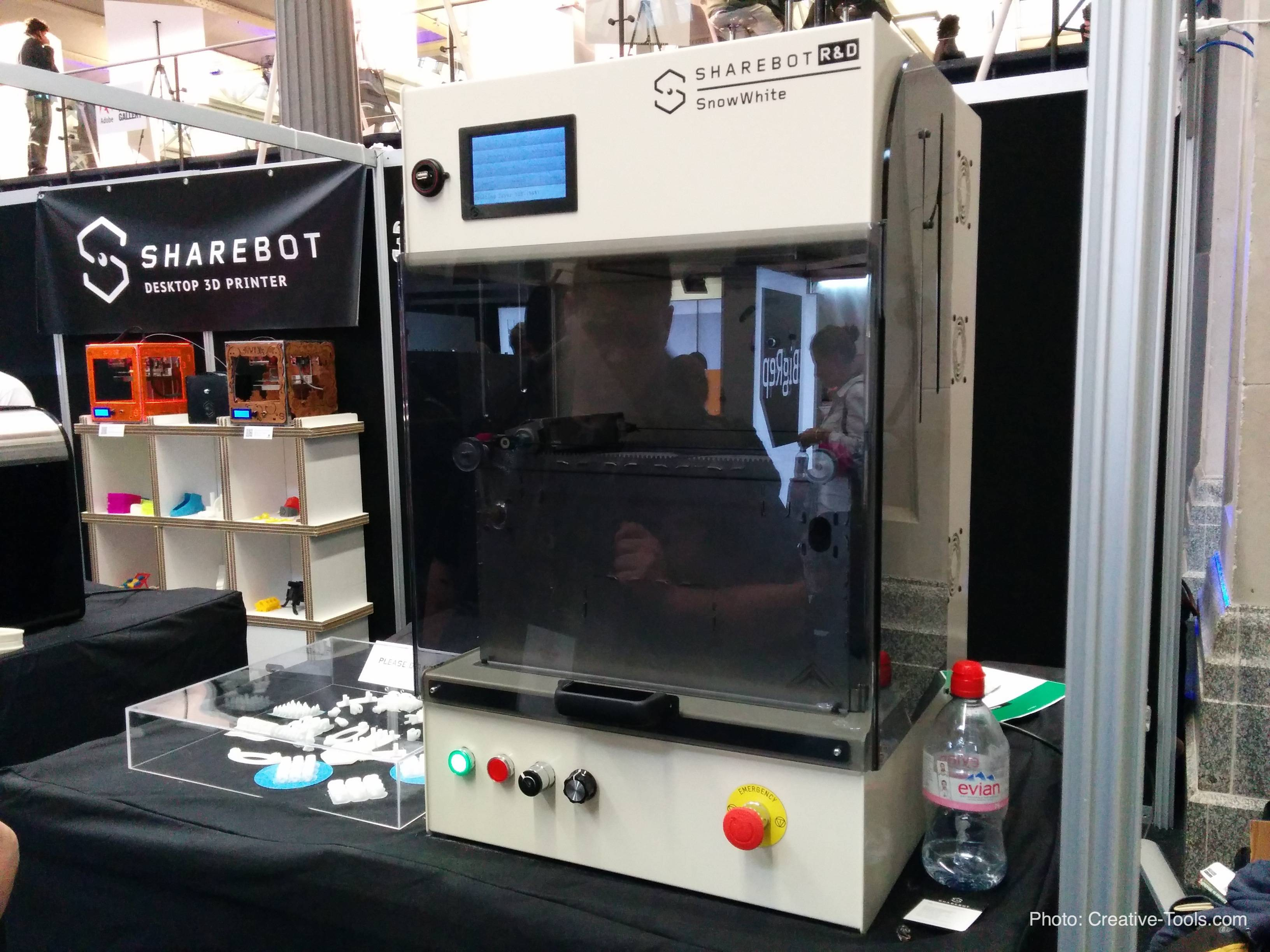
3D Printshow 2014 London - Sharebot SnowWhite SLS 3D printer v01 (15147924521)

در ساخت این توپ‌ها از تکنولوژی چاپ سه بعدی پودری(SLS) استفاده شده که در ادامه عملکرد آنها را مختصراً توضیح می‌دهیم؛SLS یک فرایند چاپ سه بعدی صنعتی است که نمونه‌های اولیه دقیق و قطعات تولید عملکردی را در یک روز تولید می‌کند. چندین مواد مبتنی بر نایلون و یک پلی اورتان ترموپلاستیک (TPU) موجود است که قطعات نهایی بسیار بادوام را ایجاد می‌کند که به مقاومت در برابر حرارت، مقاومت شیمیایی، انعطاف‌پذیری یا ثبات ابعادی نیاز دارد.
در این روش از چاپ سه بعدی ماده اولیه به صورت پودر روی صفحه کار قرار می‌گیرد سپس توسط لیزر مکان‌های مورد نیاز ذوب و در مدت زمان بسیار کوتاهی سفت می‌شوند و به صورت لایه لایه تا انتهای قطعه این فرایند تکرار می‌شود.

### علت ارتجاعی بودن توپ‌های تولید شده با این روش
برای اینکه این توپ‌ها مانند توپ‌های بسکتبال سنتی حالت ارتجاعی داشته باشد و پس از برخورد با زمین دوباره به میزان لازم بلند شود، نیاز به استفاده از ماده اولیه صحیح و استفاده از بهترین شکل هندسی ممکن برای ساختار این توپ بود، شرکت ویلسون از هندسه‌ای توخالی به همراه ساختار مشبک شش ضلعی برای دادن حالت ارتجاعی به توپ خود استفاده کرده. همچنین برای ماده اولیه از پلیمرهایی با خاصیت الاستیک بالا استفاده شده که توسط شرکت ویلسون ساخته شده. برای اینکه قطعه تولید شده در بهترین و مناسب‌ترین شرایط ارتجاعی قرار بگیرد باید این دو فاکتور یعنی ماده اولیه مناسب و هندسه صحیح به بهترین شرایط خودش دست پیدا کند. در ادامه به بررسی پلی آمید ۱۲ که یکی از پودرهای پایه‌ای چاپ سه بعدی SLS با خاصیت الااستیکی بالا هست می‌پردازیم.

### بررسی خواص الاستیک پلیمرها

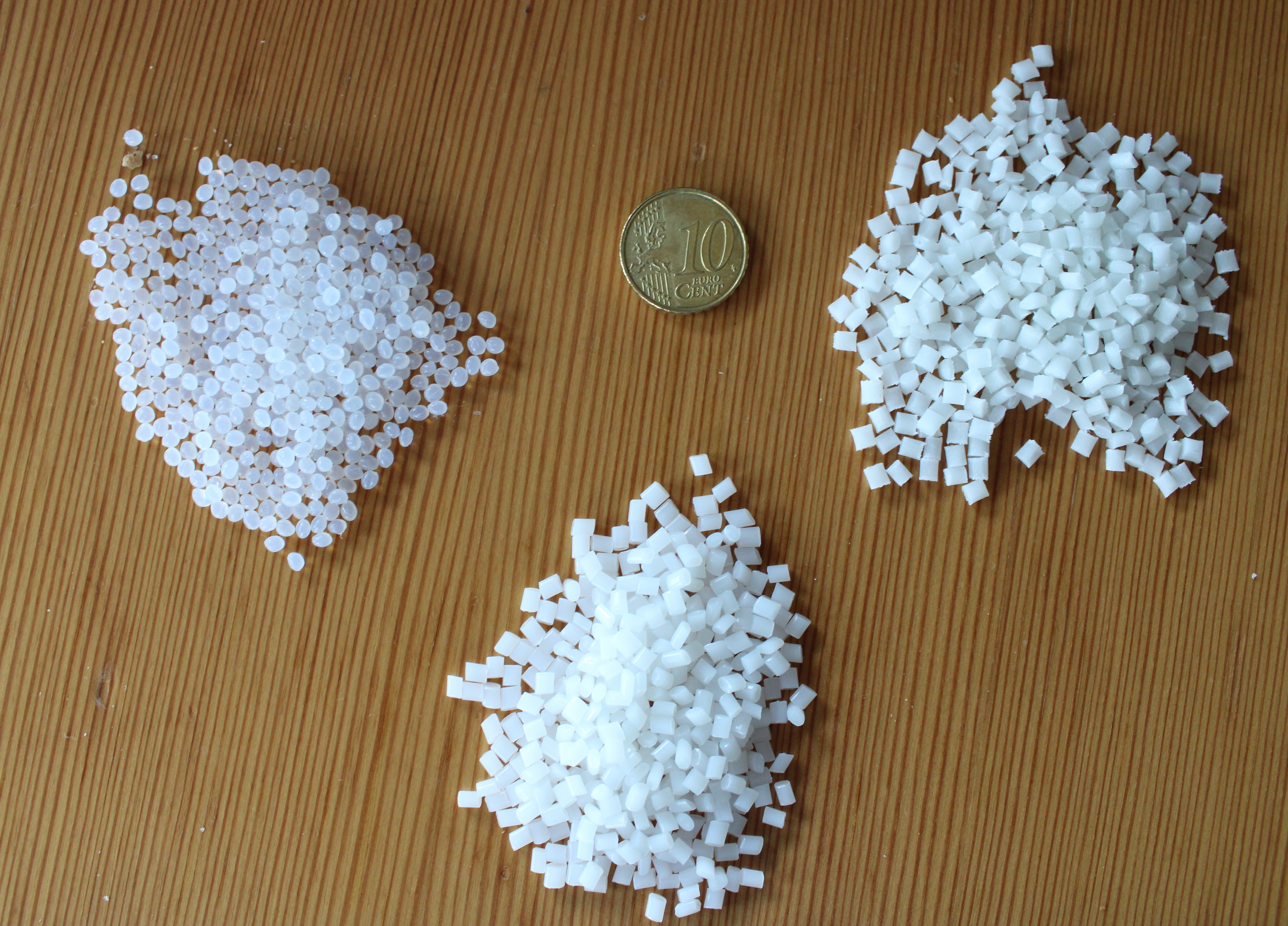
Polyamid-Granulat

زنجیره‌های پلیمری از اتصال بلوک‌های ساختمانی مونومر به یکدیگر ساخته می‌شوند. برای ایجاد یک ماده الاستیک، زنجیره‌های پلیمری توسط پیوندهای کووالانسی به هم متصل می‌شوند. هر چه اتصالات عرضی بیشتر باشد، زنجیره‌های پلیمری کوتاه‌تر و مواد سفت‌تر می‌شود. ساختار زنجیره بلند پلیمرها باعث می‌شود رفتار متفاوتی نسبت به سایر مواد داشته باشند. این زنجیره‌ها می‌توانند متوجه تغییرات ساختاری شوند: هر پیوند در طول زنجیره می‌تواند بچرخد و زنجیره پلیمری را به شکل کمی متفاوت تبدیل کند. ترکیب زنجیره‌ها می‌تواند با استرس سازگار شود و زنجیره‌ها را به شکل‌های جدیدی تبدیل کند که بسته‌بندی انرژی کمتری را بین یکدیگر ارائه می‌دهد. هنگامی که تنش از بین رفت، زنجیره‌ها در نهایت به شکل اولیه خود برگردند یعنی آن‌ها به شکل‌های تعادلی خود بازمی‌گردند. وجود پیوندهای متقابل فیزیکی یا شیمیایی به مواد کمک می‌کند تا به شکل اولیه خود بازگردند و به عنوان نقاط لنگر عمل می‌کنند تا زنجیره‌ها خیلی دور نشوند.

### بررسی خواص Polyamide ۱۲
حال به بررسی پلی امید ۱۲ (PA12)که یکی از مواد اولیه پرکاربرد در چاپگرهای سه بعدی پودری (SLS)، با خاصیت الااستیکی بالا هست می‌پردازیم؛ در نمودار تنش کرنش این ماده یک ویژگی مشابه بین هر سه نمودار در هر سه جهت وجود دامنه الاستیک بالای این ماده است. پلی آمید ۱۲ دارای چقرمگی و مقاومت خستگی بسیار بالا در مقایسه با بقیه پلاستیک‌ها و ترموپلاستیک‌ها و سایر پلی آمیدها هست که وجود ویژگی‌های مناسب متعدد در آن، آن را به یک ماده مستعد به عنوان یک پودر پایه برای ماده اولیه ما تبدیل می‌کند.
پلی‌امید ۱۲ دارای زنجیرهای مولکولی بلند است در این زنجیره‌ها وجود ساختار آمید(-CONH-) باعث افزایش انعطاف‌پذیری و توانایی بازگشت به شکل اولیه می‌شود همچنین روش پلیمریزاسیون به تشکیل پلیمر الاستمر PA۱۲ کمک می‌کند این فرایند منجر به افزایش زنجیره پلیمرها به صورت کنترل شده می‌شود که باعث افزایش و بهبود خاصیت الاستیک می‌شود.
پذیرش خوب حرارت یکی از عواملی است که پلی آمید ۱۲ را به یک ماده اولیه مناسب به عنوان پودر پایه چاپگر سه بعدی تبدیل می‌کند همچنین این ماده دارای مقاومت مکانیکی و پایداری شیمیایی بالاست یعنی جسم ساخته شده از این ماده هم دارای استحکام و دوام زیاد است و هم در مقابل تأثیرات شیمیایی مقاوم است.